# Lista de intendentes de Ciudad del Este
Essa é lista de intendentes municipais da cidade paraguaia de Ciudad del Este.
| Nome                        | Partido      | Período   | Observações                           |
| --------------------------- | ------------ | --------- | ------------------------------------- |
| Edgar Linneo Ynsfrán Doldán | ANR          | 1957-1969 | Presidente de uma comissão provisória |
| Noel LeFrebvre              | ANR          | 1969-1970 | Presidente de uma comissão provisória |
| Antonio Oddone Sarubbi      | ANR          | 1970-1975 | Presidente de uma comissão provisória |
| Carlos Barreto Sarubbi      | ANR          | 1975-1986 | Intendente municipal                  |
| Hugo Martínez Cárdenas      | ANR          | 1986-1989 | Intendente municipal                  |
| Oscar Antonio Ovelar Rojas  | ANR          | 1989-1991 | Intendente municipal                  |
| Amado Benítez Gamarra       | ANR          | 1991-1992 | Intendente municipal                  |
| Guillermo Campuzano Méndez  | ANR          | 1992-1995 | Intendente municipal                  |
| Agileo Miño Giret           | ANR          | 1995-1996 | Intendente municipal                  |
| Juan Carlos Barreto Miranda | ANR          | 1996-1999 | Intendente municipal                  |
| Eduardo Ramón Morales       | ANR          | 1999-2000 | Intendente interino                   |
| Alicio Peralta Martínez     | ANR          | 2000-2001 | Intendente interino                   |
| Javier Zacarías Irún        | ANR          | 2001-2007 | Intendente municipal                  |
| Sandra McLeod de Zacarías   | ANR          | 2007-2019 | Intendente municipal                  |
| Perla Rodríguez de Cabral   | ANR          | 2019      | Intendente interino                   |
| Miguel Prieto               | Independente | 2019-     | Intendente municipal                  |